# Anthony Fusco
Anthony Fusco (ur. 19 grudnia 1958 roku w Nowym Jorku, Nowy Jork) – amerykański aktor. Ma żonę i dwójkę dzieci.

## Filmografia
- 2001: Pearl Harbor jako Porucznik Anthony Fusco
- 1996: Egzekutor jako Członek Wydziału Ochrony Świadków
- 1991: Barwy Prawdy jako Sam Minot
- 1986: Nieśmiertelny jako Barman

## Gościnnie
- 1999–2007: Rodzina Soprano jako Ojciec Hagy
- 1990: Prawo i porządek jako Epstein
- 1986–1994: Prawnicy z Miasta Aniołów